# Berni Searle

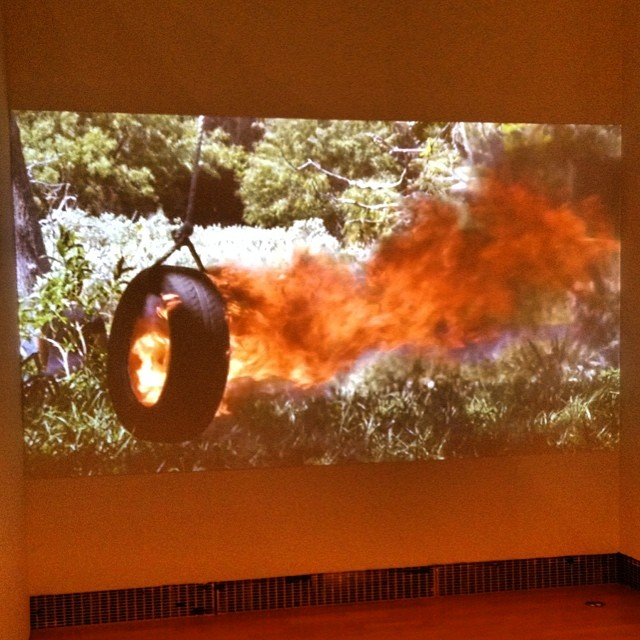
Pohled na instalaci "Lull" (2009), ze série Black Smoke Rising

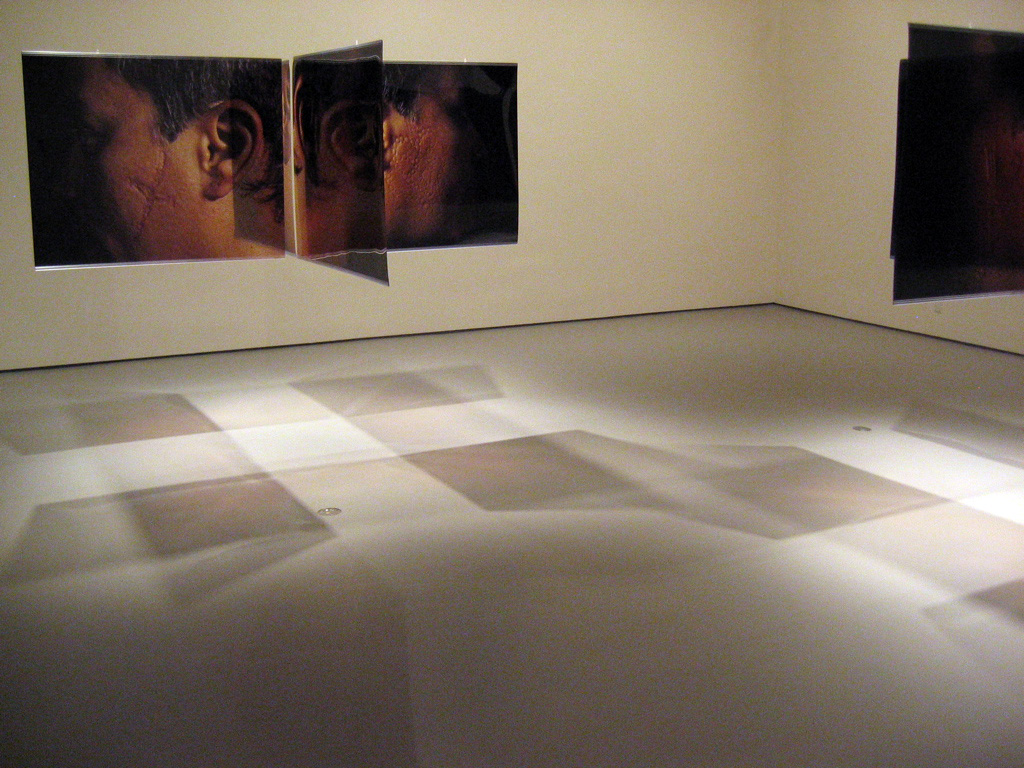
Zobrazení instalace Profile (2002)

Berni Searle (* 7. července 1964 Kapské Město, Jihoafrická republika) je umělkyně, která pracuje s fotografií, videem a filmem a vytváří instalace, které inscenují příběhy spojené s historií, identitou, pamětí a místem. Její tvorba, která je často politicky a společensky angažovaná, také čerpá z univerzálních emocí spojených se zranitelností, ztrátou a krásou.
Searle žije a pracuje v Kapském Městě v Jižní Africe a v současnosti je docentkou na Michaelis School of Fine Art na Univerzitě v Kapském Městě.

## Životopis
Searle se narodila 7. července 1964 v Kapském Městě v Jižní Africe rodičům afrického a německo-anglického původu. Jako smíšená rasa vyrůstající během apartheidu v Jižní Africe byla Searle kategorizována jako „barevná“, což je označení, které později odmítla a zpochybnila prostřednictvím svého umění po apartheidu.

## Vzdělání
Searle získala bakalářský titul ve výtvarném umění v roce 1987 a postgraduální diplom v oboru vzdělávání v roce 1988 na Michaelis School of Fine Art, Univerzita v Kapském Městě.
Po promoci učila Searle dva roky umění na střední škole v Kapském Městě a poté znovu nastoupila do Michaelis a v roce 1992 se zapsala na magisterský titul v oboru sochařství. Zatímco to byl cenný čas pro shromažďování technických znalostí a upevnění afinity k trojrozměrné formě – něco, co je v jejích fotografických dílech vidět dodnes –, její hledání formy i obsahu pokračovalo. Její práce představené na magisterském stupni výtvarného umění v roce 1995 ukazují abstraktní, objemné struktury z cementu, cementového fondu, oceli, drátu, bronzu a skla, které se zdají být v rozporu s mnohem intimnějšími a lyričtějšími díly, za které je Searle uznávána dnes. Tyto práce vznikly rok po prvních demokratických volbách a měly zpochybnit euforické ideály národa a budování národa v lexikonu silně zprostředkovaném, dokonce regulovaném kontextem a instrukcemi. 

## Pozoruhodná díla
Berni Searle využívá k zachycení své práce velké digitální fotografické tisky, nalezené materiály a média založená na čase, jako je film. Dílo autorky zahrnuje performativní narativy a samu sebe jako postavu ztělesňující historii, zemi, paměť a místo. Searle je známá tím, že ve svých dílech využívá své vlastní tělo, aby zvýraznila svou vlastní tělesnou aktivitu a vytvořila a dekonstruovala identity kolem rasy a pohlaví. Koření je v její tvorbě častým motivem.

### CyklusColor Me
Autorčina série Color Me je dílem vytvořeným v letech 1998 až 2000, pro které se sama nechala vyfotografovat, její tělo bylo obklopeno nebo ozdobeno různým barevným kořením, aby vytvořila digitální barevné tisky v životní velikosti nebo ještě větší. Barevné koření naráží na rasovou klasifikaci zavedenou v rámci apartheidu a také na pohyb koření a otroků během koloniálních režimů. Many works in the Colour Me series also feature measuring tools, signifying the colonial, pseudoscientific gaze on black bodies. Mnoho děl ze série Color Me obsahuje také měřicí nástroje, které znamenají koloniální, pseudovědecký pohled na černá těla. Její práce se zabývá historií Jižní Afriky, vědomím vlastní barvy pleti a konzumací ženského těla jako zboží; konfrontační síla téhož těla, ve kterém sídlí tolik mýtů, tužeb a nezbytností.

### CyklusDiscoloured
Searle svou instalací A Darker Shade of Light (1999) odpovídá Komisi pro pravdu a usmíření, která měla přinést spravedlnost obětem násilných zločinů, ke kterým došlo v Jižní Africe během éry apartheidu. Tato práce se skládá z detailních fotografií částí umělčina nahého těla – včetně snímků zátylku, zad, dlaní a chodidel –, které jsou všechny pokryty práškem hennou, aby napodobovaly vzhled modřin. Změnou vzhledu svého těla a umístěním sebe sama do způsobů, které odkazují na viktimizaci žen, Searle vytváří typy obrázků, které mnohým ve výpovědích na slyšeních TRC chyběly. Práce tedy zkoumá problematiku zviditelnění s ohledem na traumata a zneužívání žen.

### A Place in the Sun
Autorčina instalace A Place in the Sun (Místo na slunci, 2019) se skládá ze čtyř obrazovek, které po celý den přehrávají video z vypuštěného bazénu v sociálně rozmanité komunitě Maitland v Kapském Městě. Video nabízí pohledy do nostalgických pocitů obyvatel komunity prostřednictvím hudby a zvuků dětí hrajících si nad pustým prostorem, zatímco umělkyně a další postavy občas procházejí dovnitř a ven z rámu. Když se scéna přesune do noci, v dříve slavnostním prostředí vypukne požár, zatímco okolní zvuky komunity pokračují, nakonec je dostihnou policejní sirény. Prostřednictvím této série Searle upozorňuje na problémy s nedostatečným financováním a bydlením v komunitách, jako je Maitland, a také na politické protesty, které se v Jižní Africe v posledních letech odehrály.

## Ocenění
- Cena UNESCO / AICA na Bienále v Káhiře (1998) [1]
- Cena ministra kultury na Dak'art Biennale (2000)
- Společenstvo Civitella Ranieri (2001)
- Standard Bank Young Artist Award (2003)
- Rockefeller Bellagio Creative Arts Fellow (2014)

### Nominace a užší výběry
- FNB VITA Art Award (2000) [1]
- Daimler-Chrysler Award za jihoafrické současné umění (2000)
- Cena Artes Mundi (2004)

## Vybrané výstavy

### Samostatné výstavy
- 1992: Passing Through, Canberra Gallery, Australian National University, Canberra, Austrálie
- 1999: Color Me, Mark Coetzee Fine Art Cabinet, Kapské Město, Jižní Afrika
- 2000: INOVA (Institut of the Visual Arts), University of Wisconsin, Wisconsin, Spojené státy americké[14]
- 2011: Interlaced, De Hallen, Belfry Tower, Bruggy; Museum voor Moderne Kunst Arnhem (MMKA), Arnhem, Nizozemsko; Frac Lorraine, Metz, Francie (s novou zakázkou)
- 2011: Shimmer, Stevenson Gallery, Kapské Město[15]
- 2012: Black Smoke Rising Trilogy, galerie Ron Mandos, Amsterdam, Nizozemsko
- 2013: Útočiště, La Galerie Particuliere, Paříž

### Skupinové výstavy
- 1997: Life's Little Necessities, 2. Johannesburg Biennale, The Castle, Kapské Město, Jižní Afrika
- 7. mezinárodní bienále v Káhiře, Káhira, Egypt
- 1999: Staking Claims, The Granary, Kapské Město, Jižní Afrika
- 1999: Pohlednice z Jižní Afriky, Axis Gallery, New York, Spojené státy americké
- 1999: Vznik, putovní výstava
- 1999: Truth Veils, Galerie Gertrude Posel, University of Witwatersrand, Johannesburg, Jižní Afrika
- 1999: Isintu: Ceremony, Identity, and Community, Jihoafrická národní galerie, Johannesburg, Jižní Afrika
- 1999: Bloodlines/Bloedlyn, Klein Karoo Kunste Fees, Oudsthoorn, Jižní Afrika
- 2000: Dak'art 2000, Dakar, Senegal
- 2000: Insertion, Apex Gallery, New York, Spojené státy americké
- 2001: 49. Benátské bienále, Benátky, Itálie
- 2005: 51. bienále v Benátkách, Benátky, Itálie
- 2010-2011: Pictures by Women: A History of Modern Photography, Muzeum moderního umění, New York City, New York, Spojené státy americké[16]
- 2010–2011: The Dissolve, SITE Santa Fe, 8. mezinárodní bienále, Santa Fe, Nové Mexiko
- 2011: Figures & Fictions: Contemporary South African Photography, Victoria and Albert Museum, Londýn, 2011[17]
- 2011: She Devil 5 Museum of Contemporary Art of Rome (MACRO), Řím, Itálie[18]
- 2012: The Human Condition, Bradbury Gallery, State University, Arkansas
- 2013: Terminál. V rámci programu LAND na různých místech po celém Kapském Městě. Pořádá GIPCA, kurátorky jsou Jean Brundrit a Svea Josephy a Adrienne van Eeden Wharton
- 2014: Veřejná intimita. Art and Other Ordinary Acts in South Africa, Yerba Buena Center for the Arts a Sanfranciské muzeum moderního umění, San Francisco, CA
- 2014: Earth Matters, Národní muzeum afrického umění, Smithsonian Institution, Washington DC
- 2015: Distance and Desire: Encounters with the African Archive, The Walther Collection, Ulm, Německo. Kurátorka: Tamar Garb
- 2019: Made Routes: Mapping and Making, Richard Saltoun Gallery, Londýn, Velká Británie. Kurátorka: Tamar Garb
- 2019: Yithi Laba. Skupinová výstava, Lindeka Qampi, Neo Ntsoma, Zanele Muholiová, Ruth Seopedi Motau a Berni Searle na Market Photo Workshop, Johannesburg[19]